# Hemidactylus gleadowi
Hemidactylus brookii là một loài thằn lằn trong họ Gekkonidae. Loài này được Murray mô tả khoa học đầu tiên năm 1884.

## Hình ảnh

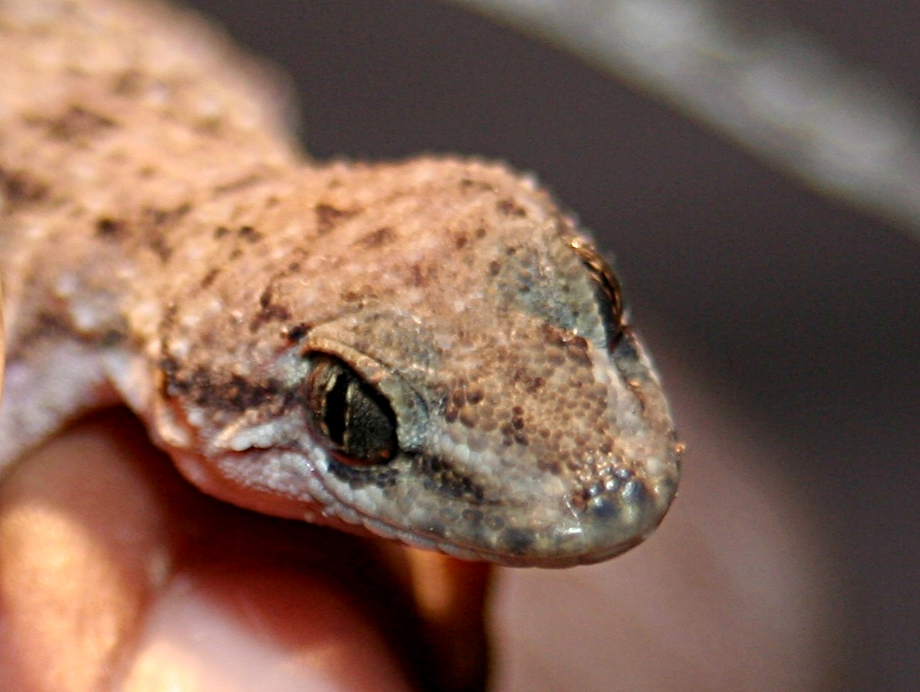